# Đàm Phương Linh
Đàm Phương Linh (sinh ngày 7 tháng 6 năm 1993) là một nữ diễn viên, người mẫu, ca sĩ, MC người Việt Nam.Cô là cựu thành viên nhóm Amigo G (thay thế cho Ngân Khánh cùng với Phương Trinh Jolie và Miko Lan Trinh).

## Tiểu sử và sự nghiệp
Đàm Phương Linh nổi lên khi đăng quang cuộc thi HHT Icon 2009. Kể từ lúc ấy hình ảnh của Phương Linh xuất hiện trên nhiều mặt báo dành cho tuổi teen. Chưa hết tài năng của cô nàng còn thể hiện ở mảng âm nhạc. Cô đã xuất hiện với vai trò là ca sĩ khi trình diễn ca khúc Rồi lại một ngày và Những điều quen thuộc.
Đồng hành cùng với vị trí MC, Phương Linh còn hoạt động ở mảng diễn xuất. Với những ưu điểm nổi trội từ nhan sắc cho đến cân nặng và chiều cao cân đối và đặc biệt là khả năng diễn xuất, cô nàng đã có mặt trong nhiều bộ phim.
Những vai diễn của cô điều nhận được nhiều lời nhận xét khen ngợi về khả năng nhập vai cũng như biến tấu cảm xúc mượt mà và tự nhiên của mình. Dù chưa thực sự nổi trội nhưng Đàm Phương Linh đã nhận được nhiều tình yêu của khán giả.
Năm 2012, cô gia nhập nhóm Amigo G (ra mắt vào tháng 7/2011 với các thành viên Ngân Khánh, Phương Trinh Jolie, Miko Lan Trinh) để thay thế cho Ngân Khánh rời nhóm nhưng được vài tháng thì tan rã.

## Đời tư
Cô đã từng công khai tình cảm với với rapper Karik trong năm 2017 nhưng đến năm 2019 thì chia tay.

## Phim đã tham gia

### Truyền hình
| Năm  | Tựa phim                                  | Vai diễn         | Đạo diễn          | Kênh          | Nguồn               |
| ---- | ----------------------------------------- | ---------------- | ----------------- | ------------- | ------------------- |
| 2014 | Kim chi cà pháo                           | Bích Hạnh        | Nguyễn Mạnh Hà    | VTV9          |                     |
| 2015 | Trại cá sấu                               | Trúc             | Trần Toàn         | SCTV14        |                     |
| 2017 | Thanh xuân ký                             | Xuyến Chi        | Nhung Phạm        | YanTV (SCTV2) |                     |
| 2018 | Đảo ngọc tình yêu                         | Mai Anh          | Trần Toàn         | HTV9          | [ 5 ]               |
| 2018 | Những cô nàng ngổ ngáo                    | Kim              | Phước Ngô         | HTV7          | [ 6 ]               |
| 2018 | Ngôi sao khoai tây                        | Thúy An          | Nhật Trung        | HTV7          | [ 7 ] [ 8 ]         |
| 2019 | Gia đình hết sảy                          | Tú Anh           | Nguyễn Thu        | VTV9          |                     |
| 2019 | Ngũ hợi tấn hỷ                            | Xuân Mai         | Dũng Nghệ         | HTV7          | [ 9 ] [ 10 ] [ 11 ] |
| 2019 | Xin chào hạnh phúc: 7 bước yêu            | Hà               | Quách Khoa Nam    | VTV3          |                     |
| 2020 | Xin chào hạnh phúc: Anh là số mấy?        | Thủy             | Long Đẹp Trai     | VTV3          |                     |
| 2020 | Hoa trong bão                             | Thắm             | Trần Cảnh Đôn     | SCTV14        |                     |
| 2020 | Dòng đời chảy ngược                       | Yến Oanh         | Nguyễn Quang Minh | SCTV14        |                     |
| 2021 | Chống lại số phận                         | Mai Trinh        | Nhâm Minh Hiền    | SCTV14        |                     |
| 2021 | Bồ công anh trước gió                     | Minh Tú          | Quách Khoa Nam    | SCTV14        |                     |
| 2021 | Bánh mì ông màu (phần 2)                  | Tú Quyên         | Nguyễn Quang Minh | HTV7          |                     |
| 2021 | Xin chào hạnh phúc: Tình xuân nắng ấm     | Quyên            | Lý Khắc Lynh      | VTV3          |                     |
| 2021 | Xin chào hạnh phúc: Bẫy danh vọng         | Lam Anh          | Lý Khắc Lynh      | VTV3          |                     |
| 2021 | Xin chào hạnh phúc: Bạn thân              | Phương Mai       | Nguyễn Thu        | VTV3          |                     |
| 2021 | Xin chào hạnh phúc: Tình cờ yêu em        | Phương           | Nguyễn Thu        | VTV3          |                     |
| 2021 | Xin chào hạnh phúc: Yêu không khoảng cách | Hương            | Nguyễn Thu        | VTV3          |                     |
| 2021 | Xin chào hạnh phúc: Tìm về yêu thương     | Trúc Ly          | Nguyễn Dương      | VTV3          |                     |
| 2021 | Xin chào hạnh phúc: Những ngón tay thơm   | Gia Hân          | Trần Ka My        | VTV3          |                     |
| 2022 | Hồng nhan                                 | Hạnh             | Nguyễn Quang Minh | SCTV14        | [ 12 ]              |
| 2022 | Gia đình hết sẩy (phần 3)                 | Tú Anh           | Nguyễn Thu        | VTV9          |                     |
| 2023 | Tình yêu dối lừa                          | Minh Thư         | Trần Ngọc Phong   | THVL1         |                     |
| 2023 | Chị em khác mẹ                            | Lệ Hà / Kiều Thư | Nhâm Minh Hiền    | VTV9          |                     |
| 2023 | Hoa hồng cho sớm mai                      | Mỹ               | Võ Việt Hùng      | THVL1         |                     |
| 2023 | Bống thời 4.0                             | Khánh Vân        | Nguyễn Quang Minh | HTV7          |                     |
| 2025 | Chiếc vòng ngọc bích                      | Minh Châu        | Nguyễn Dương      | THVL1         |                     |

### Điện ảnh
| Năm  | Tựa phim                          | Vai diễn | Đạo diễn          | Nguồn  |
| ---- | --------------------------------- | -------- | ----------------- | ------ |
| 2018 | Bao giờ hết ế                     | Liễu     | Nguyễn Thành Vinh | [ 13 ] |
| 2018 | Dream man - Lời kết bạn chết chóc | Như      | Roland Nguyễn     |        |

### Chiếu mạng
| Năm  | Tựa phim          | Vai diễn | Đạo diễn         | Nguồn |
| ---- | ----------------- | -------- | ---------------- | ----- |
| 2017 | Biệt đội 1-0-2    | RED      | Đinh Hà Uyên Thư |       |
| 2019 | Độc thân nổi loạn | Ngọc     | Yang Sun Uk      |       |

## Chương trình truyền hình
- 8!Music (8tv.vn)
- 100° (VJ cùng với Sĩ Thanh)
- Bếp chiến (khách mời)
- Chỉ có thể là yan+ (diễn viên)
- Chuyện của Tết (diễn viên)
- Chuyện nhà chưa tỏ (MC cùng với Trần Anh Huy)
- Giải mã tình yêu
- Khúc hát se duyên
- Ngạc nhiên chưa (người chơi khách mời)
- Nhạc hội song ca
- Nhịp điệu phố (mùa 2) (VJ cùng với Lincoln Thúc Lĩnh)
- Thời tới rồi (người chơi khách mời)
- Thử tài thách trí (người chơi khách mời)
- Radio 88.8 (diễn viên, VJ cùng Will, Nicky)
- Tôi dám hát (người chơi khách mời)
- Yan break (VJ)
- Yan star - Không ai khác ngoài bạn (VJ cùng với Võ Ngọc Trai)
- Yan Vpop 20 - Bảng xếp hạng ca khúc Việt (cùng với Nam Hee, Sơn Ngọc Minh)
- We10 - Bảng xếp hạng ca khúc quốc tế (VJ khách mời) (cùng với Isaac)

## MV

### Ca sĩ khác
- Anh chỉ là cơn mưa (Ngô Kiến Huy)
- Anh sợ mất em (365)
- Giấc mơ không còn là giấc mơ (Thanh Duy Idol)
- Muốn có anh (I à í a) (Tia Hải Châu)

### Bản thân
- Bâng khuâng Trường Sa (với Quốc Thiên, Ông Cao Thắng, Đông Nhi, Noo Phước Thịnh, Bích Phương, Vũ Ngọc Ánh, Sĩ Thanh, Thiên Trang, 365, X5, Nukan Trần Tùng Anh, Lều Phương Anh, Hà Okio)
- Bao giờ hết ế (#BGHE) (với Phạm Hồng Thúy Vân, Binz)
- Chuyến phiêu lưu của chúng ta (OST Ngũ Hợi Tấn Hỷ)
- Do you know it's Christmas time (với M.Code)
- Khúc giao mùa (với Hồ Vĩnh Khoa, Thiên Trang, Nam Hee, V.Music, Đông Nhi, Thiên Minh, Khổng Tú Quỳnh, Yến Trang, 365, Thảo Trang, Đại Nhân, Trương Tri Trúc Diễm, Chí Thiện, Phương Thanh)
- Nhớ những điều quen thuộc (với Thiên Minh)
- Rồi lại một ngày
- Sẵn sàng bùng nổ (với Thu Minh, Thanh Bùi, Noo Phước Thịnh, Minh Hằng, Đông Nhi, Ông Cao Thắng, JustaTee, Khả Ngân, Chi Pu, Gil Lê, Petey Majik Nguyễn, Võ Ngọc Trai, Sĩ Thanh, Yumi Dương, Ngọc Thảo, 365, Trần Quang Bảo)
- Tết Nguyên Đán (với Đông Nhi, Ông Cao Thắng, Hoàng Tôn, Kyo York, Yumi Dương)
- V (với Mr. Hưng and Black Infinity Band, Mr. Lê Hoàng (Metalmorph), Cối Kê, Chi Pu, Gil Lê, Hoàng Tôn, Khổng Tú Quỳnh, Only C, Băng Di, Sĩ Thanh, Ngọc Thảo, Nam Cường, 365, Karik, Trang Pháp, Trung Quân Idol, Hằng BingBoong, Cường Seven, Khả Ngân, Quốc Thiên, Bích Phương, JustaTee)

## Ca khúc
- Bâng khuâng Trường Sa (với Quốc Thiên, Ông Cao Thắng, Đông Nhi, Noo Phước Thịnh, Bích Phương, Vũ Ngọc Ánh, Sĩ Thanh, Thiên Trang, 365, X5, Nukan Trần Tùng Anh, Lều Phương Anh, Hà Okio)
- Bao giờ hết ế (#BGHE) (với Phạm Hồng Thúy Vân, Binz)
- Chuyến phiêu lưu của chúng ta
- Con đường ký ức
- Do you know it's Christmas time (với M.Code)
- Khúc giao mùa (với Hồ Vĩnh Khoa, Thiên Trang, Nam Hee, V.Music, Đông Nhi, Thiên Minh, Khổng Tú Quỳnh, Yến Trang, 365, Thảo Trang, Đại Nhân, Trương Tri Trúc Diễm, Chí Thiện, Phương Thanh)
- Nhớ (với Đại Nhân)
- Nhớ những điều quen thuộc (với Thiên Minh)
- Rồi lại một ngày'
- Sẵn sàng bùng nổ (với Thu Minh, Thanh Bùi, Noo Phước Thịnh, Minh Hằng, Đông Nhi, Ông Cao Thắng, JustaTee, Khả Ngân, Chi Pu, Gil Lê, Petey Majik Nguyễn, Võ Ngọc Trai, Sĩ Thanh, Yumi Dương, Ngọc Thảo, 365, Trần Quang Bảo)
- Em yêu anh nhiều lắm (với Đại Nhân)
- V (với Mr. Hưng and Black Infinity Band, Mr. Lê Hoàng (Metalmorph), Cối Kê, Chi Pu, Gil Lê, Hoàng Tôn, Khổng Tú Quỳnh, Only C, Băng Di, Sĩ Thanh, Ngọc Thảo, Nam Cường, 365, Karik, Trang Pháp, Trung Quân Idol, Hằng BingBoong, Cường Seven, Khả Ngân, Quốc Thiên, Bích Phương, JustaTee)
- Vì một người - Tình yêu tôi hát (với Karik)
- Yêu em quá đi (với Karik)

## Giải thưởng
| Năm  | Giải thưởng   | Hạng mục                                     | Tác phẩm              | Kết quả   | Nguồn         |
| ---- | ------------- | -------------------------------------------- | --------------------- | --------- | ------------- |
| 2019 | Ngôi Sao Xanh | Nữ diễn viên truyền hình được yêu thích nhất | Ngũ hợi tấn hỷ        | Đoạt giải | [ 14 ] [ 15 ] |
| 2020 | Ngôi Sao Xanh | Nữ diễn viên truyền hình xuất sắc nhất       | Dòng đời chảy ngược   | Đề cử     | [ 16 ] [ 17 ] |
| 2021 | Ngôi Sao Xanh | Nữ diễn viên truyền hình được yêu thích nhất | Bồ công anh trước gió | Đoạt giải | [ 18 ]        |
| 2023 | Ngôi Sao Xanh | Nữ diễn viên truyền hình xuất sắc nhất       | Chị em khác mẹ        | Đoạt giải | [ 19 ]        |